# Nachtgestalten
Nachtgestalten er en tysk stumfilm fra 1920 af Richard Oswald.

## Medvirkende
- Paul Wegener som Thomas Bezug
- Reinhold Schünzel
- Erna Morena som Elisabeth
- Erik Charell som Arnold
- Conrad Veidt
- Anita Berber
- Paul Bildt
- Theodor Loos
- Willi Allen